# نوراچی
نوراچی (به ایتالیایی: Nurachi) یک کومونه در ایتالیا است که در استان اریستانو واقع شده‌است.

## خصوصیات
نوراچی ۱۵٫۹ کیلومترمربع مساحت و ۱٬۶۷۱ نفر جمعیت دارد.